# Thomas Herschmiller
Thomas „Tom“ Alan Herschmiller (* 6. April 1978 in Comox, British Columbia) ist ein ehemaliger kanadischer Ruderer.

## Sportliche Karriere
Der 1,98 m große Herschmiller belegte 1997 mit dem kanadischen Achter den fünften Platz beim Nations Cup, dem Vorgängerwettbewerb der U23-Weltmeisterschaften. Bei den Weltmeisterschaften 1998 belegte er mit dem Achter den achten Platz. Die gleiche Platzierung erreichte der kanadische Achter auch bei den Weltmeisterschaften 1999, die vor heimischem Publikum in St. Catharines ausgetragen wurden. Bei den Olympischen Spielen 2000 in Sydney erreichte der kanadische Achter den siebten Platz. 2001 folgte der sechste Platz bei den Weltmeisterschaften in Luzern.
Nach einem Jahr Pause bildete Thomas Herschmiller 2003 zusammen mit Cameron Baerg, Jake Wetzel und Barney Williams einen Vierer ohne Steuermann. Dieses Boot siegte beim Weltcup in Luzern vor den Booten aus Italien und aus Deutschland. Bei den Weltmeisterschaften in Mailand unterlagen die Kanadier im Halbfinale dem deutschen Vierer, im Finale gewannen die Kanadier die Goldmedaille vor den Briten und den Deutschen.
2004 siegten die vier Kanadier beim Weltcup in München, unterlagen aber in Luzern dem US-Vierer. Bei den Olympischen Spielen 2004 in Athen siegten die Kanadier im ersten Halbfinale, die Briten entschieden das zweite Halbfinale für sich. Im olympischen Finale siegten die Briten mit acht Hundertstelsekunden Vorsprung vor den Kanadiern, drei Sekunden dahinter gewannen die Italiener die Bronzemedaille.